# Senovski potok
Senovski potok izvira v bližini naselja Senovo in se pri Brestanici izliva v Lokovški potok. Ta se v bližini gradu Brestanica kot levi pritok izliva v reko Savo. Povirni krak Senovskega potoka je Belski potok.